# 1er juin dans les chemins de fer
1er mai 1er juillet
Chronologies thématiques
- Croisades
- Sports
- Disney

Cette page concerne les événements qui se sont déroulés un 1er juin dans les chemins de fer.

## Événements

### XIXesiècle
- 1882. Suisse : mise en service du tunnel ferroviaire du Saint-Gothard (16,3 km), le plus long tunnel du monde à l'époque.
- 1893. France : mise en service du tronçon Aire-sur-la-Lys - Fruges de la ligne Aire-sur-la-Lys - Berck-Plage.
- 1894. France : ouverture de la ligne Livron - Aspres reliant les Hautes-Alpes à la vallée du Rhône.

### XXesiècle
- 1910. France : mise en service du chemin de fer de Brioude à Saint-Flour (compagnie du Midi/PLM)
- 1924. France : mise en service de la section Castéra-Verduzan-Eauze du chemin de fer d'Eauze à Auch (compagnie du Midi)
- 1937. France : fermeture de la ligne d'Arles-sur-Tech à Prats-de-Mollo et de son embranchement vers Saint-Laurent-de-Cerdans au trafic voyageurs et marchandises.
- 1958. Italie, Suisse : mise en service du TEE Lemano entre Milan et Genève.
- 1975. Italie : suppression de l'Aurora en tant que TEE entre Rome et Reggio de Calabre.
- 1980. Suisse : mise en service de la liaison ferroviaire entre la ville et l'Aéroport de Zurich-Klöten.
- 2000. Italie : le réseau ferroviaire italien est ouvert à la concurrence, les nouveaux exploitants devant obtenir une licence d'entreprise ferroviaire. Les chemins de fer de l'État, Ferrovie dello Stato filialisent leurs activités de transport en créant Trenitalia.

### XXIesiècle
- 2005. Lors du sommet de la Communauté des États sahélo-sahariens(Cen-Sad) à Ouagadougou  (Burkina Faso), les chefs d’État ont décidé de mettre en étude la construction d’une ligne de chemin de fer reliant la Libye, le Tchad, le Niger, avec des bretelles vers le Burkina Faso, le Mali et le Sénégal, afin de faciliter les échanges et de désenclaver l’espace Cen-Sad.
- 2016. Suisse : inauguration du tunnel de base du Saint-Gothard long de 57,1 km, soit le plus long tunnel ferroviaire du monde.
- 2023. France : Mise en service des MP 14 CC sur la ligne 11 du métro parisien

## Décès
- 1943 : René Birr, cheminot, et résistant alsacien (°2 novembre 1904).